# The Egg (album)
| Recensione | Giudizio |
| ---------- | -------- |
| AllMusic   | [ 1 ]    |

The Egg è il quarto e ultimo album del gruppo musicale post-hardcore statunitense degli Shiner, pubblicato nell'ottobre del 2001.

## Tracce
Testi e musiche di Allen Epley e Shiner.
1. "The Truth About Cows" – 3:21
2. "Surgery" – 3:23
3. "Play Dead" – 3:30
4. "The Top of the World" – 4:11
5. "The Egg" – 5:42
6. "Andalusia" – 3:56 (Epley, Newton, Shiner)
7. "Bells and Whistles" – 4:12
8. "The Simple Truth" – 7:57
9. "Spook the Herd" – 2:29
10. "Pills" – 4:53
11. "Stoned" – 5:27
12. "Dirty Jazz" (traccia bonus in Giappone) – 3:53
13. "I'll Leave Without You" (traccia bonus in Giappone) – 5:49

Durata totale: 58:43

## Componenti
- Allen Epley - voce, chitarra
- Paul Malinowski - basso
- Josh Newton - chitarra
- Jason Gerken - batteria
- Matt Talbott - tastiere
- J. Robbins - voce
- Paul Malinowski, J. Robbins, Jason Livermore - produttori